# Kobalt-tetrakarbonil-hidrid
A kobalt-tetrakarbonil-hidrid fémorganikus vegyület, képlete HCo(CO)4. Szobahőmérsékleten sárga színű folyadék, gőze színtelen és elviselhetetlen szagú. Főként hidroformilezési reakciókban használják katalizátorként.

## Szerkezete és tulajdonságai
Molekulaszerkezete trigonális bipiramisos. A hidrid ligandum foglalja el az egyik axiális (tengelyirányú) helyzetet, így a molekula szimmetriája C3v. A Co−CO és a H−Co kötések hosszát gázfázisú elektrondiffrakcióval határozták meg, ezek értékei rendre 176,4 és 155,6 pm.  A vegyületben a kobalt oxidációs száma +1.
Mint pár másik fém-karbonil-hidrid vegyület, a HCo(CO)4 savas kémhatású, pKa értéke 8,5. Olvadáspontja −33 °C, e hőmérséklet körül dikobalt-oktakarbonilra (Co2(CO)8) és hidrogéngázra (H2) bomlik. Tercier foszfinokkal szubsztitúciós reakcióba lép. Például trifenilfoszfinnal HCo(CO)3PPh3 és HCo(CO)2(PPh3)2 képletű vegyületeket ad. Ezek a származékok stabilabbak a kobalt-tetrakarbonil-hidridnél, kevésbé savasak annál, és iparilag is hasznosítják őket.

## Előállítása
Elsőként Hieber írta le az 1930-as évek elején. Ez volt a másodikként felfedezett átmenetifém-hidrid (a vas-tetrakarbonil-hidrid után). Gyártása dikobalt-oktakarbonilból indul ki. Ezt először nátriumamalgámmal, vagy más hasonló hatású redukálószerrel reagáltatják:
{\displaystyle \mathrm {Co_{2}\left(CO\right)_{8}+2\ Na\rightarrow 2\ NaCo\left(CO\right)_{4}} }
Második lépésként valamilyen savat adnak hozzá:
{\displaystyle \mathrm {NaCo\left(CO\right)_{4}+H^{+}\rightarrow HCo\left(CO\right)_{4}+Na^{+}} }
Sósavval például a következő reakció játszódik le:
{\displaystyle \mathrm {NaCo\left(CO\right)_{4}+HCl\rightarrow HCo\left(CO\right)_{4}+NaCl} }
Mivel a kobalt-tetrakarbonil-hidrid könnyen elbomlik, általában in situ állítják elő a dikobalt-oktakarbonil hidrogénezésével.
{\displaystyle \mathrm {Co_{2}\left(CO\right)_{8}+H_{2}\rightleftharpoons 2\ HCo\left(CO\right)_{4}} }
Az egyensúlyi reakció termodinamikai paramétereit infravörös spektroszkópiával határozták meg, ΔH = 4,054 kcal mol−1, ΔS = −3,067 cal mol−1 K−1 értékeket kaptak.

## Felhasználása
A kobalt-tetrakarbonil-hidrid volt az első iparilag is felhasznált átmenetifém-hidrid. 1953-ban találtak bizonyítékot, hogy ez az aktív katalizátor az alkének, szén-monoxid és hidrogén aldehidekké történő alakításának (úgynevezett hidroformilezés vagy oxoszintézis). Bár a kobalt-alapú hidroformilezést azóta nagyrészt felváltották a ródium-alapú katalizátorok, a világon a C3–C18 aldehidek termeléséhez még mindig használnak kobalt-tetrakarbonil-hidridet (évente kb. 100 000 tonnát, a teljes termelés 2%-át állítják elő ezzel a módszerrel).

## Fordítás
Ez a szócikk részben vagy egészben  a   Cobalt tetracarbonyl hydride című angol Wikipédia-szócikk ezen változatának fordításán alapul.  Az eredeti cikk szerkesztőit annak laptörténete sorolja fel. Ez a jelzés csupán a megfogalmazás eredetét és a szerzői jogokat jelzi, nem szolgál a cikkben szereplő információk forrásmegjelöléseként.